# Rivière Iscouistic
La rivière Iscouistic est un affluent de la rivière Missisicabi, coulant dans le Parc de la Baie-James, dans la municipalité d'Eeyou Istchee Baie-James, en Jamésie, dans la région administrative du Nord-du-Québec, au Québec, au Canada.

## Géographie
Les principaux bassins versants voisins de la rivière Iscouistic sont :
- côté nord : rivière Novide, Baie Cabbage Willows, Baie de Rupert ;
- côté est : rivière Octave, rivière Nottaway, rivière Broadback ;
- côté sud : rivière Missisicabi, rivière Harricana, rivière Joncas ;
- côté ouest : rivière Harricana, Baie Hannah.

La rivière Iscouistic de l'étang Kapikupetinach (altitude : 51 m), situé dans la municipalité d'Eeyou Istchee Baie-James.
La source de la rivière est située à l'est de l'embouchure de la rivière Missisicabi, au sud-est de l'embouchure de la rivière Iscouistic, à l'est de la frontière de l'Ontario.
À partir de sa source, la rivière Iscouistic coule sur environ 50 km selon les segments suivants :
- vers le nord-ouest en recueillant le ruisseau ruisseau Kaminahikuskach venant du sud-est, jusqu'à un coude de rivière ;
- vers le sud-ouest, jusqu'à la rivière Eistustikicepaich Kaschewekahikmistiku venant du sud-est ;
- vers le nord-ouest, jusqu'à un ruisseau venant du nord-est ;
- vers l'ouest en formant une grande courbe vers le sud, jusqu'au ruisseau Umushum Uwistam venant du l'Est ;
- vers l'ouest, jusqu'à son embouchure[2].

La rivière Iscouistic se déverse sur la rive droite de la rivière Missisicabi, au nord-est de l'embouchure de la rivière Missisicabi, à environ 10 km l'est de la frontière de l'Ontario.

## Toponymie
D'origine « crie », le terme « Iscouistic » signifie « La rivière qui conduit à la ligne du partage des eaux ».
Le toponyme « rivière Iscouistic » a été officialisé le 5 décembre 1968 à la Commission de toponymie du Québec, soit lors de sa fondation.